# Гридасов, Владимир Сергеевич
Владимир Сергеевич Гридасов (26 сентября 1941 года, Текели, Талды-Курганская область — 8 мая 1997) — передовик производства, бригадир комплексной бригады. Герой Социалистического Труда (1984).

## Биография
Родился в городе Текели Талды-Курганской области (сегодня — Алматинская область Казахстана).
С 1969 года начал свою трудовую деятельность на химико-гидрометаллургическом заводе Прикаспийского горно-металлургического комбината в городе Шевченко Мангышлакской области. За выдающиеся достижения при выполнении специального задания был удостоен в 1984 году звания Герой Социалистического Труда.

## Награды
- Герой Социалистического Труда — указом Президиума Верховного Совета СССР от 14 сентября 1984 года
- Орден Ленина (1984)